# ピーター・クラモフスキー
ピーター・クラモフスキー（Peter Cklamovski、1978年10月16日 - ）は、オーストラリア・シドニー出身のサッカー指導者。

## 来歴
1978年、シドニーで北マケドニア出身の両親の元に生まれる。2008年にギリシャのパナハイキFCで指導者としてのキャリアをスタートさせ、オーストラリアのクラブや代表チームでコーチを歴任。2017年には監督としてU-17オーストラリア代表を率いた。
2018年より、これまでもキャリアを共にしてきたアンジェ・ポステコグルーが監督に就任した横浜F・マリノスのヘッドコーチを務める。7月22日、リーグ第17節のFC東京戦では、家庭の事情で一時帰国したポステコグルーに代わりチームの指揮を執った。
2019年12月14日、2019シーズンを以って横浜F・マリノスのヘッドコーチを退任すること、また2020シーズンより清水エスパルスの監督に就任することが両クラブから発表された。クラブチームの監督を務めるのは自身初となる。だがリーグ戦25試合で3勝5分17敗の17位に低迷し、11月1日に契約を解除された。
2021年4月30日、石丸清隆の後任としてモンテディオ山形の監督に就任した。
2022年は年間6位の成績でJ1参入プレーオフに導いた。しかし、1回戦こそファジアーノ岡山に勝利し、2回戦へと進出したものの、2回戦でロアッソ熊本に引き分けレギュレーションの関係上プレーオフ決勝には進めずJ1昇格とはならなかった。
クラモフスキー体制3シーズン目となった2023年は開幕から2連勝と幸先の良いスタートを見せるも、第3節のジュビロ磐田戦での初黒星以降は連敗が続き、4月2日の第7節水戸ホーリーホック戦で5連敗を喫したことから、同日付で契約を解除された。
2023年6月16日、J1のFC東京の監督に就任。2024年11月19日、今シーズン限りでの退任が発表された。
2025年よりマレーシア代表監督に就任。

## 指導歴
- 2008年 - 2009年  パナハイキFC アシスタントコーチ
- 2009年 - 2010年  パース・グローリーFC フィジカルコーチ
- 2010年 - 2011年  U-17オーストラリア代表/U-20オーストラリア代表 アシスタントコーチ
- 2011年 - 2012年  アデレード・ユナイテッドFC フィジカルコーチ
- 2012年 - 2014年  メルボルン・ビクトリーFC アシスタントコーチ
- 2014年 - 2017年  オーストラリア アシスタントコーチ
- 2017年  U-17オーストラリア代表 監督
- 2018年 - 2019年  横浜F・マリノス ヘッドコーチ
- 2020年 - 2020年11月  清水エスパルス 監督
- 2021年4月 - 2023年4月  モンテディオ山形 監督
- 2023年6月 - 2024年  FC東京 監督
- 2025年 -  マレーシア　監督

## 監督成績
| 年度   | 所属   | クラブ | リーグ戦 | リーグ戦 | リーグ戦 | リーグ戦 | リーグ戦 | リーグ戦 | カップ戦       | カップ戦       |
| 年度   | 所属   | クラブ | 順位     | 勝点     | 試合     | 勝利     | 引分     | 敗戦     | リーグ杯       | 天皇杯         |
| ------ | ------ | ------ | -------- | -------- | -------- | -------- | -------- | -------- | -------------- | -------------- |
| 2020   | J1     | 清水   | 17位     | 14       | 25       | 3        | 5        | 17       | GS敗退         | -              |
| 2021   | J2     | 山形   | 7位      | 54       | 29       | 17       | 3        | 9        | -              | 2回戦敗退      |
| 2022   | J2     | 山形   | 6位      | 64       | 42       | 17       | 13       | 12       | -              | 2回戦敗退      |
| 2023   | J2     | 山形   | 18位     | 6        | 7        | 2        | 0        | 5        | -              | -              |
| 2023   | J1     | FC東京 | 11位     | 24       | 17       | 7        | 3        | 7        | 準々決勝敗退   | ラウンド16敗退 |
| 2024   | J1     | FC東京 | 7位      | 54       | 38       | 15       | 9        | 14       | プレーオフ敗退 | 3回戦敗退      |
| J1通算 | J1通算 | J1通算 | -        | -        | 80       | 25       | 17       | 38       | -              | -              |
| J2通算 | J2通算 | J2通算 | -        | -        | 78       | 36       | 16       | 26       | -              | -              |